# Vreni und Rudi
Vreni und Rudi waren ein Schweizer Gesangsduo der volkstümlichen Musik und ein Moderatorenpaar. Die beiden waren seit 1987 verheiratet und lebten in der Nähe von Zürich. Rudi erlangte außerdem auch als Texter und Komponist für andere Künstler an Bekanntheit.

## Leben
Vreni Bieri, bürgerlich: Verena Margreiter, geb. Bieri (* 16. Juni 1955 in Wetzikon, Schweiz) begann schon früh zu jodeln und zu singen. Dann bekam sie die Titelrolle in einem Musical und wurde damit überregional bekannt. 1987 hatte sie in Deutschland in der Sendung „Im Krug zum grünen Kranze“ ihren ersten Fernsehauftritt. Im selben Jahr erschien ihre erste Solo-Langspielplatte. Damals heiratete sie den Produzenten ihres Albums, Rudi Margreiter, der damals Gitarrist und Sänger sowie musikalischer Leiter des Original Alpenland Quintetts war. Er hatte mit seiner Gruppe bereits mehrere Erfolge (u. a. Frau Meier), verliess dann jedoch 1988 die Gruppe, um sich mehr der Karriere seiner Gattin zu widmen. Dennoch traten beide bald darauf als Duo auf.
1989 hatte das Duo ihren ersten grösseren Erfolg. Mit ihrem Titel Maroni, Maroni, Maroni waren sie einer der Schweizer Vertreter beim Grand Prix der Volksmusik 1989 und kamen jedoch nur auf Platz 14. Dennoch begann damit ihre gemeinsame Karriere, vor allem als Gesangsduo. Sie waren immer wieder Gäste in nahezu allen volkstümlichen Musiksendungen des Fernsehens, unter anderem Musikantenstadl, Volkstümliche Hitparade, Lustige Musikanten, Schlagerparade der Volksmusik, Musikantenscheune, Straße der Lieder und bei den Festen der Volksmusik.
1991 waren sie mit Unser Bernhardiner erneut beim Grand Prix der Volksmusik 1991 dabei und kamen diesmal hinter dem Alpentrio Tirol auf Platz 2. 1992 erreichten sie mit Glücklich und z’fried'n Platz 3, 1993 mit Milch und Brot Platz 8, 1994 mit Ein liebes Wort Platz 4 und 1995 mit Ein Festival der guten Laune erneut Platz 8. Im selben Jahr waren sie aber auch als Autoren des Siegertitels Nimm Dir wieder einmal Zeit, gesungen von Géraldine Olivier, erfolgreich. 1998 versuchten sie es erneut mit Träum nicht nur Dein Leben, kamen jedoch über die Schweizer Vorentscheidung nicht hinaus. Dennoch war Rudi auch 1998 erfolgreich beim Grand Prix. Er war Produzent des Siegerliedes „Das Feuer der Sehnsucht“, gesungen von Francine Jordi.
Am 27. April 2005 nahm sich Rudi Margreiter in Ottikon das Leben. Damit nahm die Ära Vreni und Rudi ein abruptes Ende. Vreni Margreiter geb. Bieri entschied sich für eine Solokarriere und konnte inzwischen erste Erfolge verbuchen.

## Erfolgstitel
- 1989 Maroni, Maroni, Maroni
- 1991 Unser Bernhardiner
- 1992 Glücklich und z'frieden
- 1993 Milch und Brot
- 1994 Ein liebes Wort
- 1995 Ein Festival der guten Laune
- 2004 Der Himmel ist nicht ausverkauft

## Diskografie
Alben (Auswahl):
- 1991 Euse Bernhardiner (CH: Gold)[1]
- 1993 Milch und Brot
- 1994 Ein liebes Wort
- 2003 Die Jahreszeiten der Liebe
- 2004 Eine Hand voll Träume